# CS Oașul 1969 Negrești-Oaș
Club Sportiv Oașul 1969 Negrești-Oaș, cunoscut sub numele de Oașul Negrești-Oaș sau pur și simplu Oașul 1969, este un club de fotbal amator român cu sediul în Negrești-Oaș, România . Clubul a fost înființat în 1969, sub denumirea de AS Energia Negrești-Oaș și în cea mai bună perioadă a istoriei sale a jucat în eșalonul secund, două sezoane la rând, între 2003 și respectiv anul 2005. 
Oașul joacă în prezent în Liga a IV-a Satu Mare.
Jucătorii clubului sunt cunoscuți ca „oșenii”, adică locuitorii Țării Oașului, o regiune istorică a României situată între actualele diviziuni administrative ale județului Satu Mare și județul Maramureș. Roș-alb-albaștrii sunt cel mai important club din această regiune istorică, singurul care a evoluat la nivelul diviziei a doua, în timp ce principala rivală locală este Voința Turț (fostul Minerul Turț) – club care a ajuns cel mai bine la al treilea nivel. Alte rivalități locale și regionale sunt împotriva Olimpiei Satu Mare și Minaur Baia Mare, plus Talna Orașu Nou.

## Istorie
Oașul Negrești-Oaș a fost înființat în 1969 sub numele de Energia Negrești-Oaș și înscris în Divizia D, Seria Satu Mare . După trei sezoane petrecute la nivelul Ligii a IV-a, Energia a promovat în Divizia C în vara anului 1973, după ce și-a câștigat seria, dar acum sub numele de Oașul Negrești-Oaș . În următorii 18 ani echipa a fost o prezență constantă la nivelul Diviziei C, dar în principal cu clasamente în părțile mijlocii și inferioare ale clasamentului (între locurile 7 și 13, din 16 echipe), nu a obținut niciodată una dintre primele. trei locuri și în cele mai bune condiții, Oașul a obținut un loc 4, de două ori, la finalul sezoanelor 1983–84 și 1989–90. În cele din urmă, runda roș-alb-albaștrilor s-a încheiat în sezonul 1991–92, când clubul s-a retras din cauza unor probleme financiare. 
| Nume                 | Perioadă       |
| Energia Negrești-Oaș | 1969–1972      |
| Oașul Negrești-Oaș   | 1972–2007      |
| Energia Negrești-Oaș | 2007–2022      |
| Oașul Negrești-Oaș   | 2022 – prezent |

Clubul cu amplasamentul aflat în localitatea Negrești-Oaș, s-a regrupat rapid și la sfârșitul sezonului 1993–94 a promovat din nou în liga a treia a sistemului ligilor românești de fotbal, dar acum povestea avea să fie alta și după doar un sezon Oașul a retrogradat din nou și a promovat. înapoi doar patru ani mai târziu, în 1999. A treia promovare a fost mai norocoasă, în primul sezon oșenii egalând cel mai bun rezultat al lor (locul 4), au urmat două sezoane în care clubul din județul Satu Mare abia a supraviețuit la acest nivel, dar apoi din nou, Oașul a găsit forța pentru un nou sezon bun., depasind vechiul record dupa o clasare pe locul al treilea și o promovare in varianta extinsă a Diviziei B, cu trei serii formate din cate 16 echipe. În sezonul 2003–04, sub conducerea fostului portar al Steaua București, Zoltan Ritli, clubul a stabilit noi recorduri la fotbalul din orașul Negrești-Oaș și Țara Oașului (sezon 1 în divizia a doua, cel mai bun clasament – locul 8), peste unele echipe precum Corvinul Hunedoara, CSM Reșița sau FC Baia Mare.  După încă un sezon, Oașul Negrești-Oaș a retrogradat înapoi în divizia a treia, după ce s-a clasat pe locul 14 din 16. Totuși, declinul echipei nu a putut fi oprit și retrogradat din nou la sfârșitul sezonului 2005–06 Divizia C (12 din 13).
În 2007 echipa a fost reorganizată sub numele său, AS Energia Negrești-Oaș, dar de atunci echipa nu a mai reușit să promoveze din nou la nivel național.  În 2018, la unsprezece ani de la reorganizare, Energia a câștigat Seria Satu Mare a Ligii a IV-a, cu un punct în fața Crasna Moftinu Mic, dar nu a ajuns în play-off-ul pentru promovare, din cauza unor probleme organizatorice (CIS), numit și licență pentru Club Identitate Sportivă.  În 2021 roș-alb-albaștrii au început să se gândească din nou la promovare și cu sprijinul financiar al autorităților locale și al oamenilor de afaceri locali și după un loc 2, chiar după Victoria Carei, în vara anului 2022, Energia Negrești-Oaș a fost redenumită. ca Oașul Negrești-Oaș, cu obiectivul clar de a atinge promovarea. 

## Stadion
Clubul își joacă meciurile de acasă pe Stadionul Oașul din orașul Negrești-Oaș, cu o capacitate de 1.000 de locuri pentru persoane.

## Rivalități
Roș-alb-albaștrii sunt cel mai important club de fotbal al regiunii istorice Țara Oașului, singurul care a evoluat la nivelul diviziei a doua, în timp ce principala rivală locală este Voința Turț (fostul Minerul Turț) – club care, pe măsură ce este cel mai bine a ajuns la nivelul trei. Alte rivalități locale și regionale sunt împotriva Olimpiei Satu Mare și Minaur Baia Mare, plus rivalitatea cu Talna Orașu Nou.

## Palmares

### Ligi
Liga a IV-a – Județul Satu Mare
- Câștigători (5): 1972–73, 1993–94, 1998–99, 2017–18, 2023-24
- Vicecampioni (3): 2015–16, 2021–22, 2022–23

### Alte performanțe
- 2 sezoane în Liga a II-a
  - Cea mai bună clasare în Liga a II-a : Locul 8 (2003–04)
- 24 de sezoane în Liga a III-a
  - Cea mai bună clasare în Liga a III-a : Locul 3 (2002–03)

## Oficialii clubului
| Rol                 | Nume                |
| ------------------- | ------------------- |
| Fondator            | Orașul Negrești-Oaș |
| Președinte          | Adrian-Dan Andreka  |
| Președinte executiv | Mihai Baltă         |
| Manager sportiv     | Răzvan Lupu         |
| Manager de echipă   | Adrian Bilț         |

| Rol                 | Nume             |
| ------------------- | ---------------- |
| Manager             | Vasile Pop⁠(d)    |
| Manager asistent    | Lucian Homorozan |
| Antrenor de portari | Daniel Pintea    |